# Lucy Jane Bledsoe
Lucy Jane Bledsoe (* 1. Februar 1957 in Portland, Oregon) ist eine US-amerikanische Autorin.

## Leben
Bledsoe wurde in einer großen Familie in Portland, Oregon geboren, wo sie aufwuchs. Bledsoe erklärte in einem Interview, dass sie bereits in jungen Jahren angefangen habe, Geschichten zu schreiben und schon immer Schriftstellerin werden wollte. Sie wurde von ihrem Highschool-Lehrer zum Schreiben inspiriert. Von 1975 bis 1977 besuchte Bledsoe das Williams College. Sie erwarb einen Bachelor-Abschluss an der University of California in Berkeley im Jahr 1979.
Bledsoe schreibt sowohl Belletristik- als auch Sachbücher für Kinder und Erwachsene. 2002 erhielt Bledsoe ein Stipendium des California Arts Council für Literatur. Sie ist mehrfach in die Antarktis gereist und hat vier Bücher über die Antarktis geschrieben: The Big Bang Symphony, Die Eishöhle: Abenteuer einer Frau vom Mojave bis zur Antarktis, Wie man in der Antarktis überlebt und The Antarctic Scoop.
Sie hat einen naturwissenschaftlichen Lehrplan für National Geographic und mehrere andere Bildungsorganisationen verfasst, darunter die George Lucas Educational Foundation und das SETI-Institut. Von 1997 bis 2003 unterrichtete sie Kreatives Schreiben im Masterstudiengang Kreatives Schreiben an der University of San Francisco in San Francisco.

## Werke (Auswahl)
Als Editor
- Goddesses We Ain't: Tenderloin Women Writers, Freedom Voices Publications,  1992
- Let the Spirit Flow: Writings on Communications and Freedom, 1994
- Heatwave: Women in Love and Lust, Anthologie, 1995
- Leaping Fifty Stories High, 1995

Als Schriftstellerin
- Sweat: Stories and a Novella, 1995
- Working Parts, Roman 1997
- This Wild Silence, Roman, 2003
- The Ice Cave: A Woman's Adventures from the Mojave to the Antarctic, Sachbuch, 2006
- Biting the Apple, Roman, 2007
- The Big Bang Symphony, Roman, 2010
- A Thin Bright Line, Roman, 2016
- The Evolution of Love, Roman, 2018
- Lava Falls: Stories, 2018

### Kinderbücher
- The Big Bike Race, 1995
- Tracks in the Snow, 1997
- Cougar Canyon, 2001
- Hoop Girlz, 2002
- The Antarctic Scoop, 2003
- How to Survive in Antarctica, Sachbuch, 2005
- Running Wild, 2019

## Auszeichnungen und Preise (Auswahl)
- 1985: PEN Syndicated Fiction Award[4]
- 1998: Stonewall Book Award für Working Parts: A Novel[5]
- mehrfach nominiert für den Lambda Literary Award[6]